# Baccello

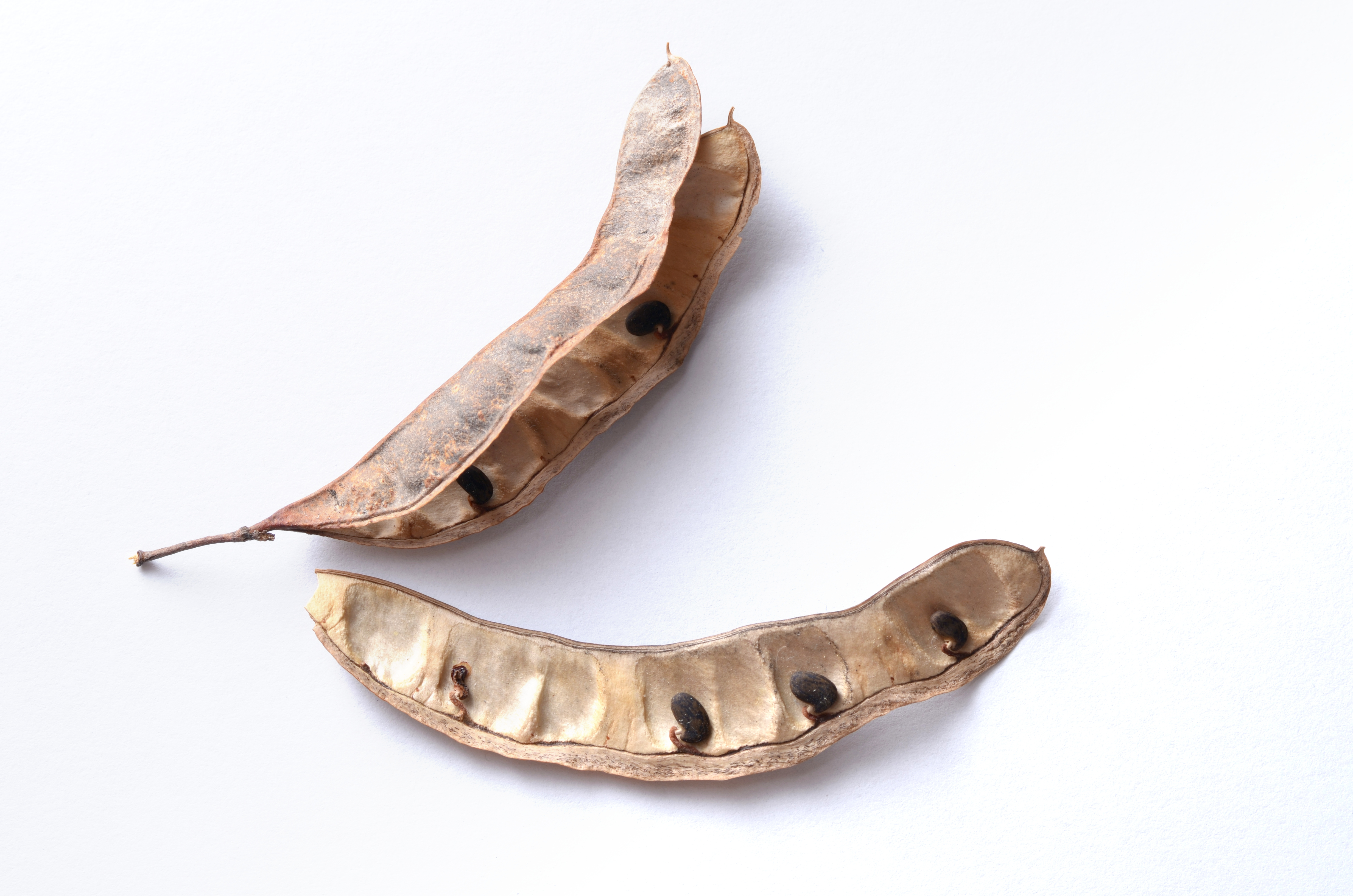
Baccelli di acacia (Robinia pseudoacacia)

Il baccello o legume è un frutto secco deiscente ed è tipico delle piante della famiglia delle Leguminose.
È formato da un solo carpello che racchiude i semi. A maturità, il baccello ha doppia deiscenza, aprendosi in corrispondenza di due linee: quella di sutura del carpello su sé stesso e quella della sua nervatura mediana. Le parti in cui il baccello si divide sono dette "valve". Dopo l'apertura, il baccello rilascia i semi. 
I semi secchi dei “legumi a seme grosso” commestibili (ceci, cicerchie, fagioli, fave, lenticchie, lupini, piselli) sono detti nel loro insieme legumi. In questo caso particolare, dunque, il termine non indica dei frutti, ma dei semi.

## Differenze con la siliqua
Sia il baccello, sia la siliqua si aprono dividendosi in due valve e perciò possono essere facilmente confusi tra loro. Le differenze giacciono nella diversa origine dei due frutti secchi: il baccello è monocarpellare (si origina da un solo carpello), mentre la siliqua è bicarpellare (si origina dalla fusione di due carpelli).
Ecco dunque le differenze tra legume o baccello e la siliqua:
- nella siliqua le due linee di deiscenza (apertura) corrispondono entrambe alla linea di sutura dei due carpelli, mentre nel baccello una linea di deiscenza segue la linea di sutura dell'unico carpello e l'altra segue la sua nervatura centrale;
- nella siliqua le valve sono separate da un setto persistente membranoso detto "replo", assente nel baccello;
- la siliqua è biloculare, mentre il baccello è uniloculare;
- nella siliqua matura le due valve rimangono unite all'estremità distale, mentre nel baccello maturo esse si separano completamente.

Immagini di baccelli tipici

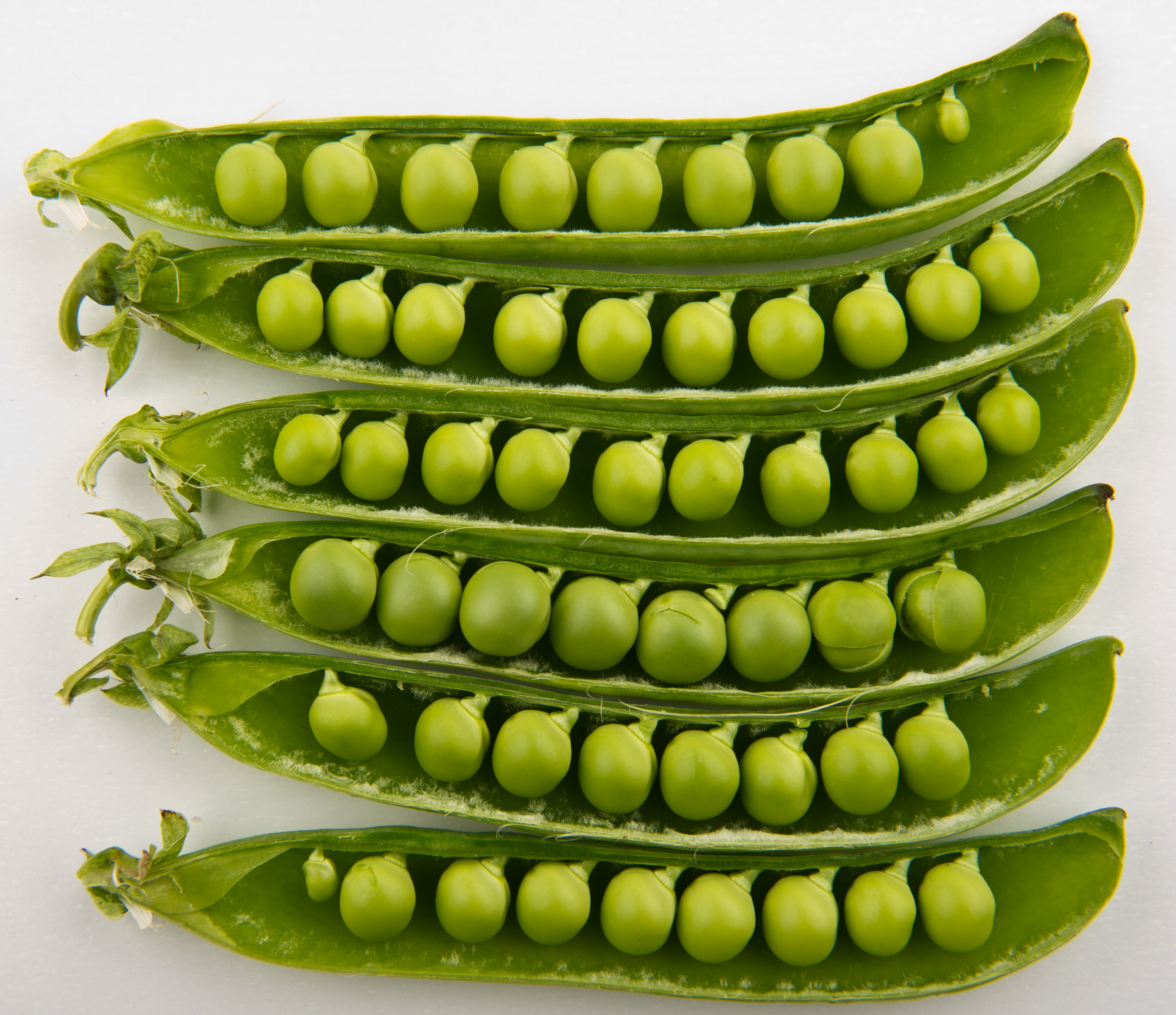
Baccelli aperti di pisello (Pisum sativum)
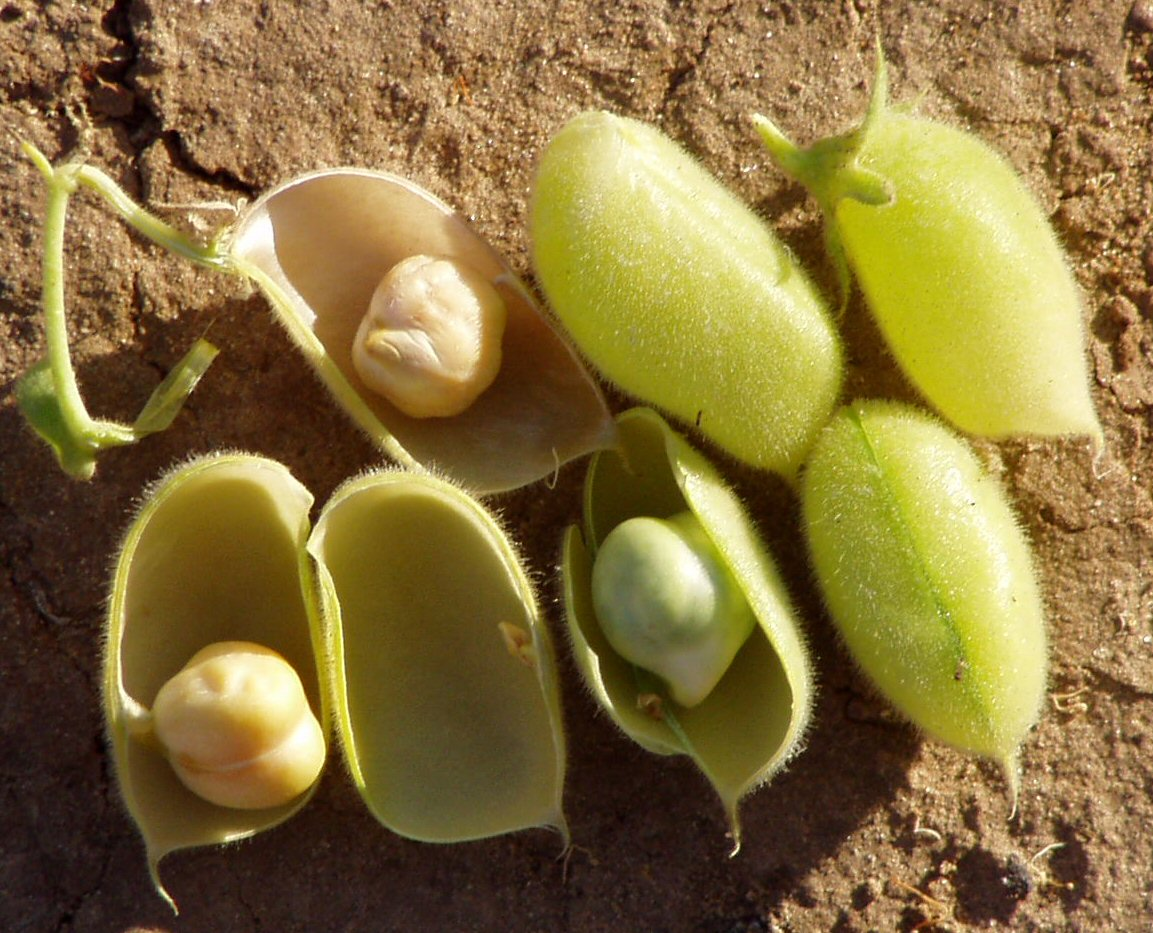
Baccelli di cece (Cicer arietinum)
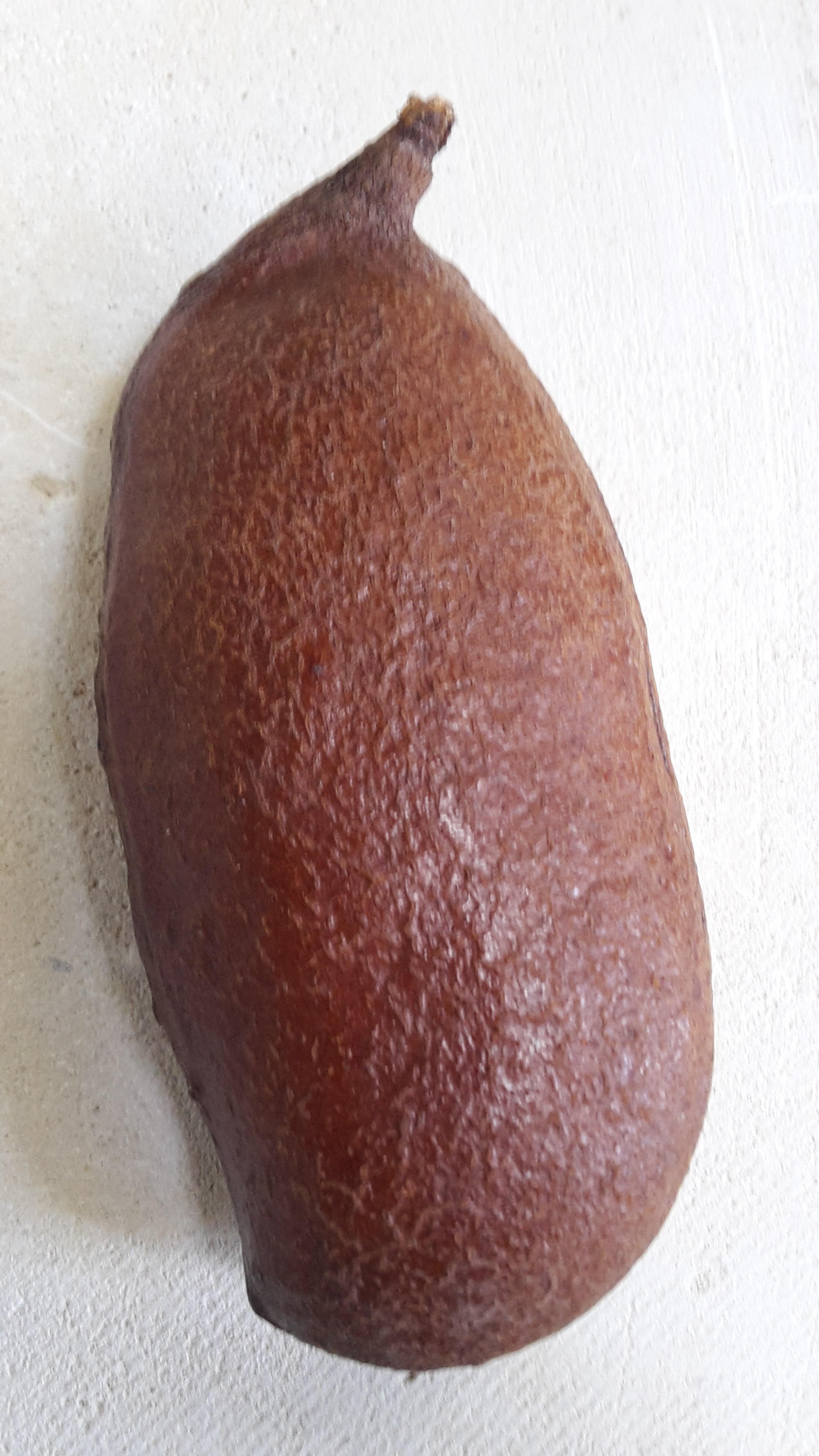
Baccello di jatobà (Hymenaea courbaril), albero comune ai Caraibi, nel Centro e Sud America
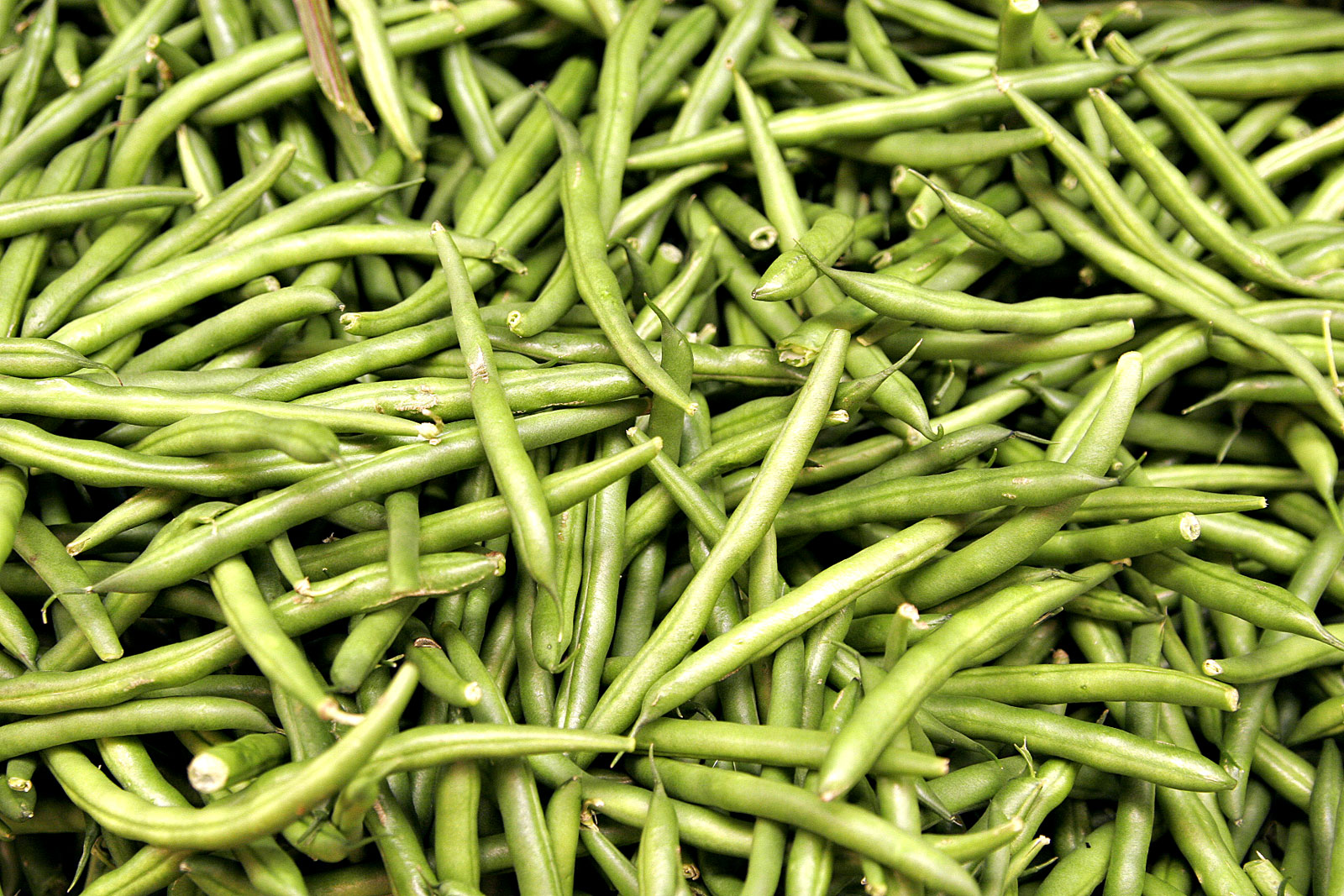
Baccelli eduli di fagiolini, cultivar del fagiolo comune (Phaseolus vulgaris)
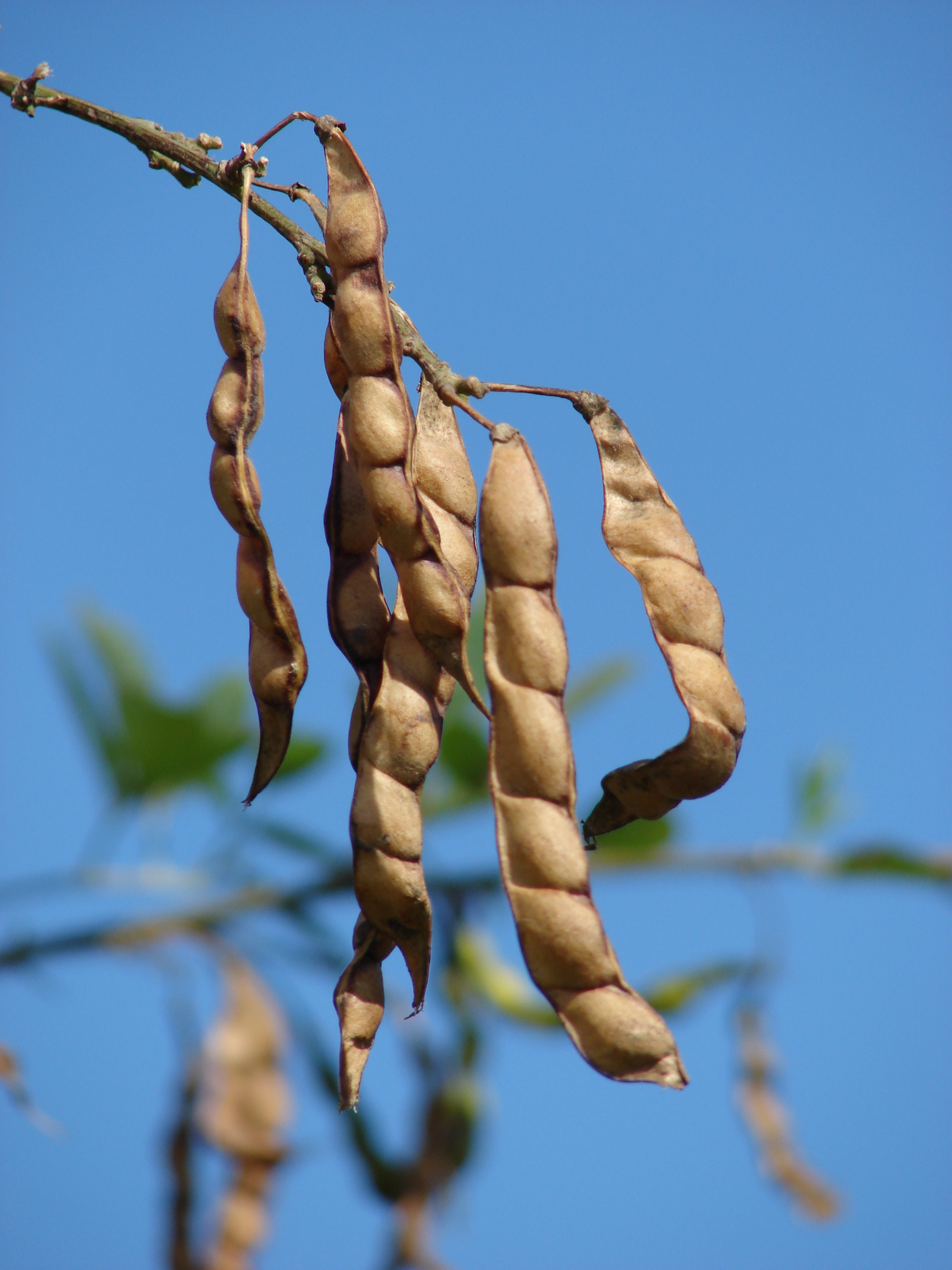
Baccelli di caiano (Cajanus cajan), il legume della gommalacca
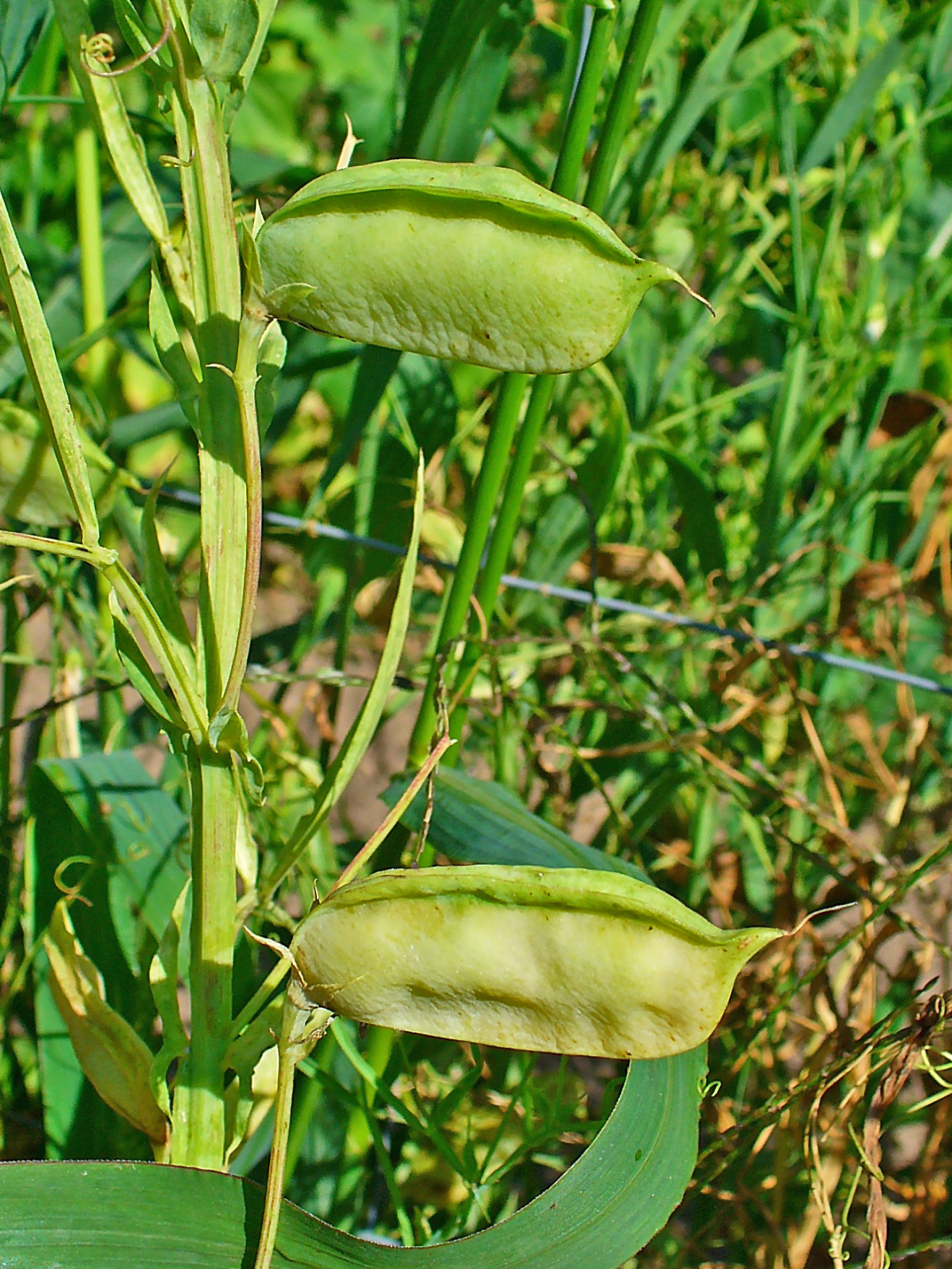
Baccello di cicerchia (Lathyrus sativus)
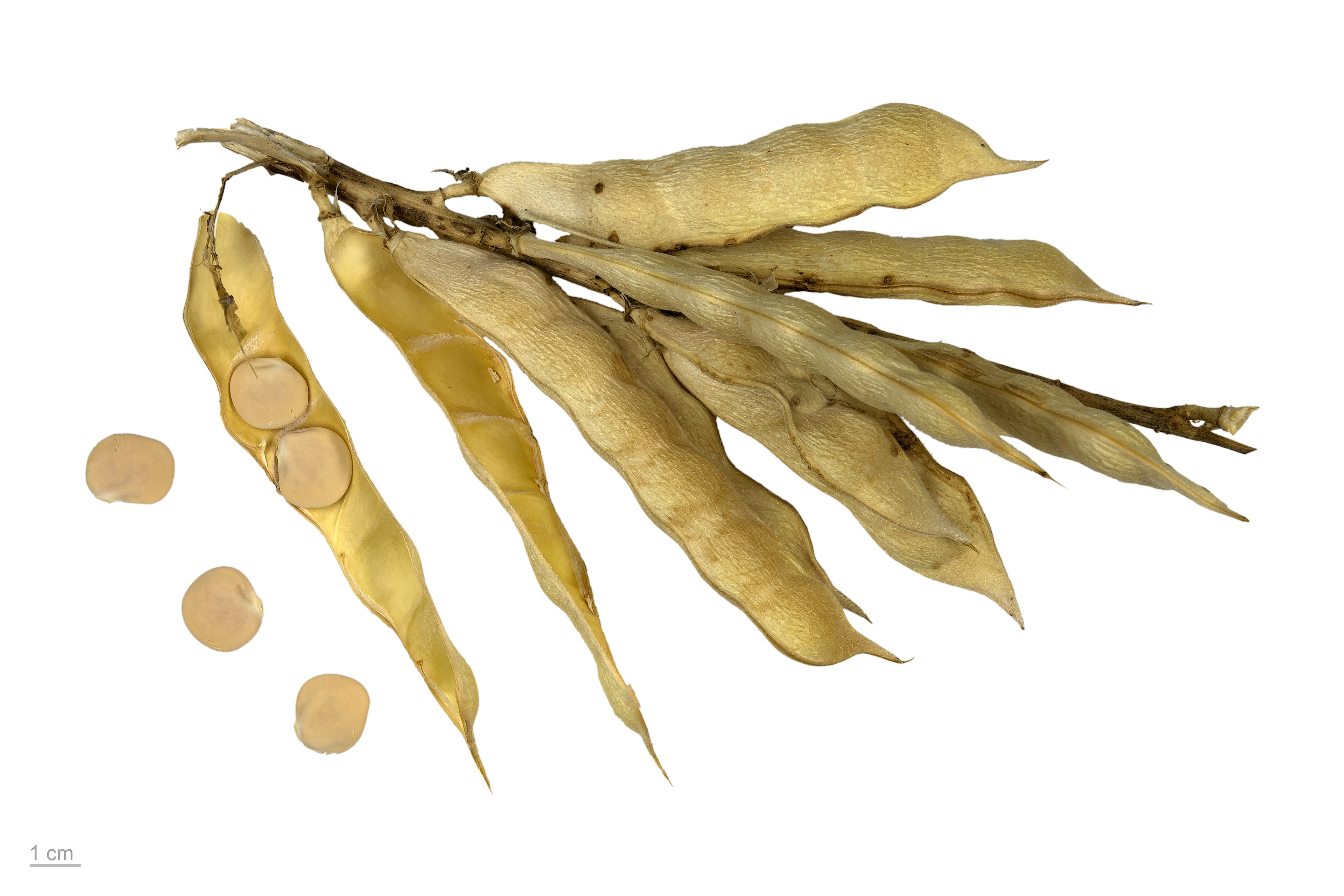
Baccelli di lupini (Lupinus albus)

## Baccelli particolari
I baccelli dell'arachide (Arachis hypogaea) e del trifoglio sotterraneo (Trifolium subterraneum) hanno la particolarità di completarne la maturazione sotto terra e per questo motivo sono detti "baccelli ipogei".
Nel genere Medicago, a cui appartiene l'erba medica (Medicago sativa), il frutto è avvolto una o più volte su sé stesso ed è perciò detto "baccello spiralato". 
Alcune piante producono baccelli che a maturità si disarticolano in varie parti, nel senso longitudinale; tra queste l'acacia del Giappone o sòfora (Styphnolobium japonicum), la sulla (Hedysarum coronarium) e la ginestrella o cornetta dondolina (Coronilla emerus). In questi casi, il frutto è detto lomento, che alcuni studiosi considerano un sottogruppo del baccello ("baccello lomentaceo"), altri invece lo ritengono una tipologia di frutto a sé stante.
Nel genere Astragalus, di cui sono spontanee in Italia più di settanta specie, il legume è diviso internamente in due loculi da un falso setto longitudinale che si trova tra le due valve e impedisce la deiscenza.
Nel genere Senna, a cui appartiene la Senna alexandrina, nota pianta medicinale, il legume è diviso internamente in diversi loculi, separati da falsi setti trasversali.
La ginestra odorosa (Spartium junceum) ha dei baccelli con valve che si aprono a scatto, avvolgendosi su sé stesse a spirale e lanciando i semi nel terreno circostante.
La vescicaria (Colutea arborescens) produce come frutti dei curiosi legumi rigonfi di aria, cosa che ha dato origine al nome comune italiano e ad una pletora di nomi dialettali, come: bozzoli (Toscana), schioppi o scroccarelli (Marche), scioparoei (Lombardia), vescighe (Liguria), sciocch (Romagna), erba sciopola (Veneto).
Il palissandro del Brasile (Tipuana tipu), albero tropicale di cui esistono grandi esemplari anche in Sicilia, pur appartenendo anch'esso alle Leguminose, come frutti non produce legumi, ma sàmare, distinguibili dalla tipica estensione alata.
Immagini di baccelli con particolarità

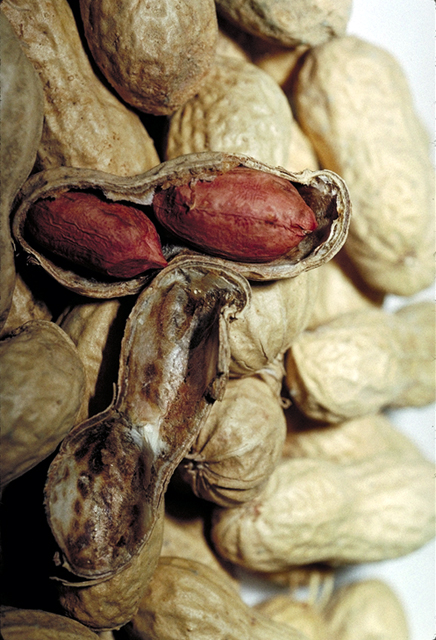
Baccello aperto di arachide, che a maturità si disarticola in vari segmenti ed è perciò detto lomento
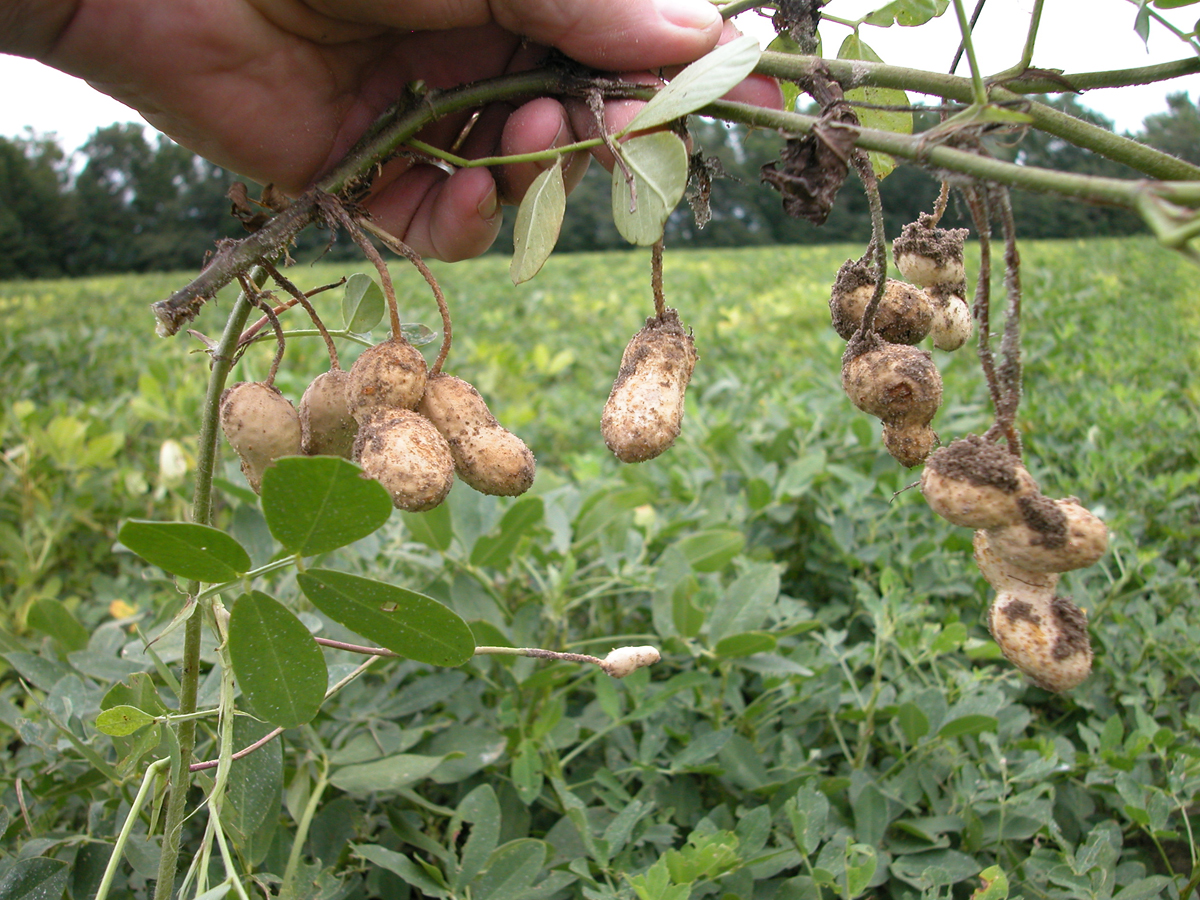
Baccelli ipogei di arachide (Arachis hypogaea) appena estratti dal terreno
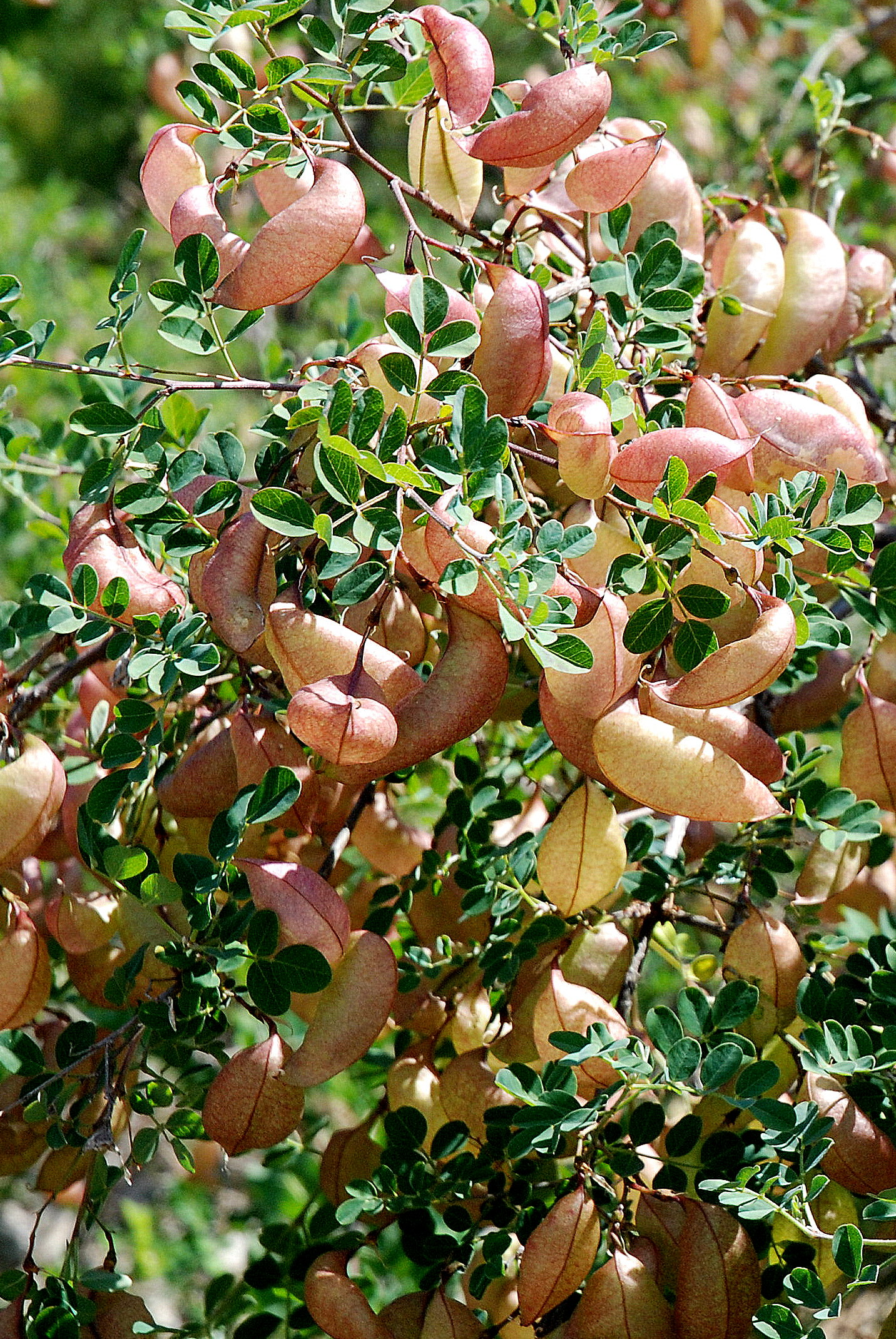
Baccelli rigonfi di vescicaria (Colutea arborescens)
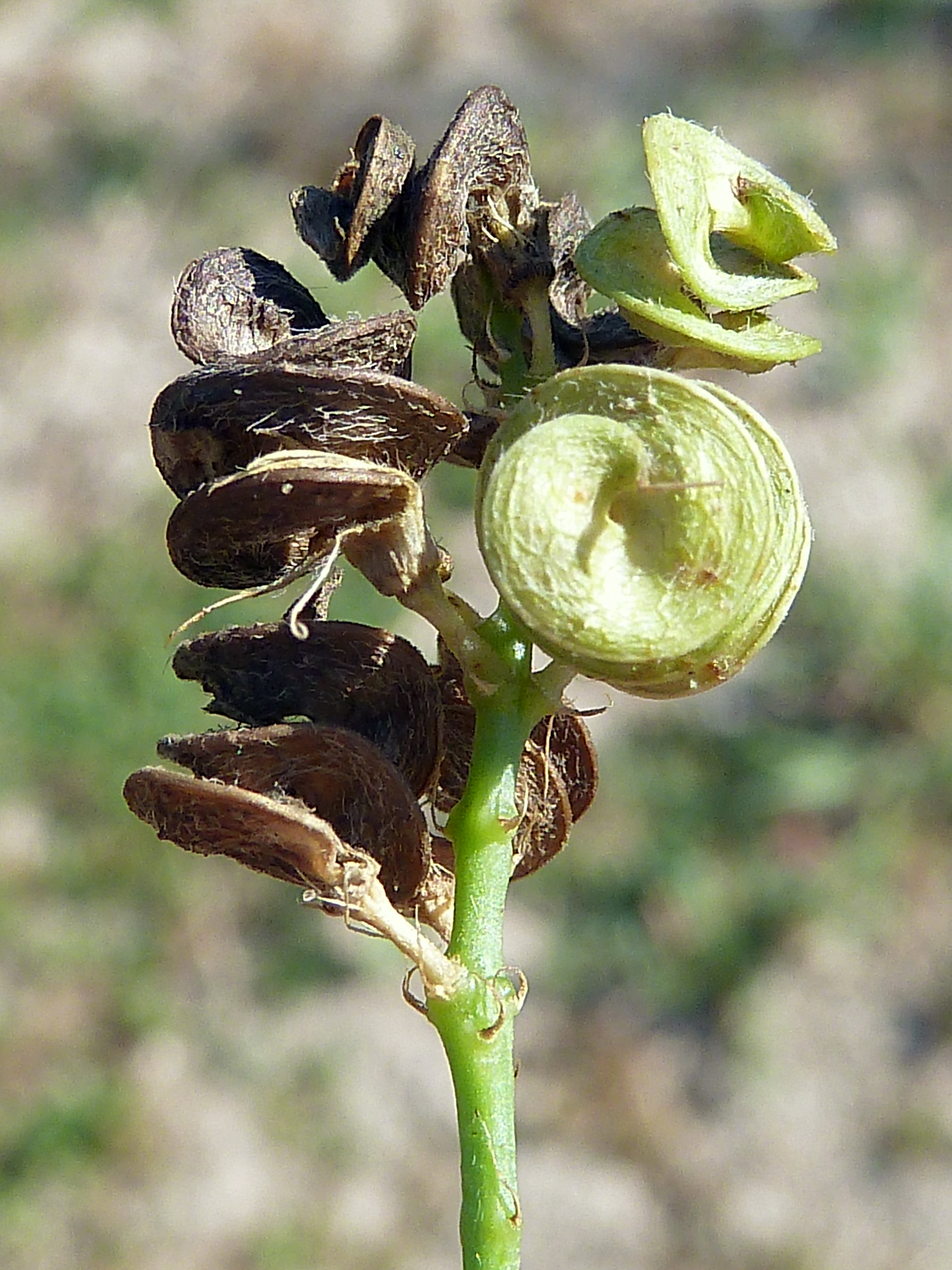
Baccelli avvolti a spirale dell'erba medica (Medicago sativa)
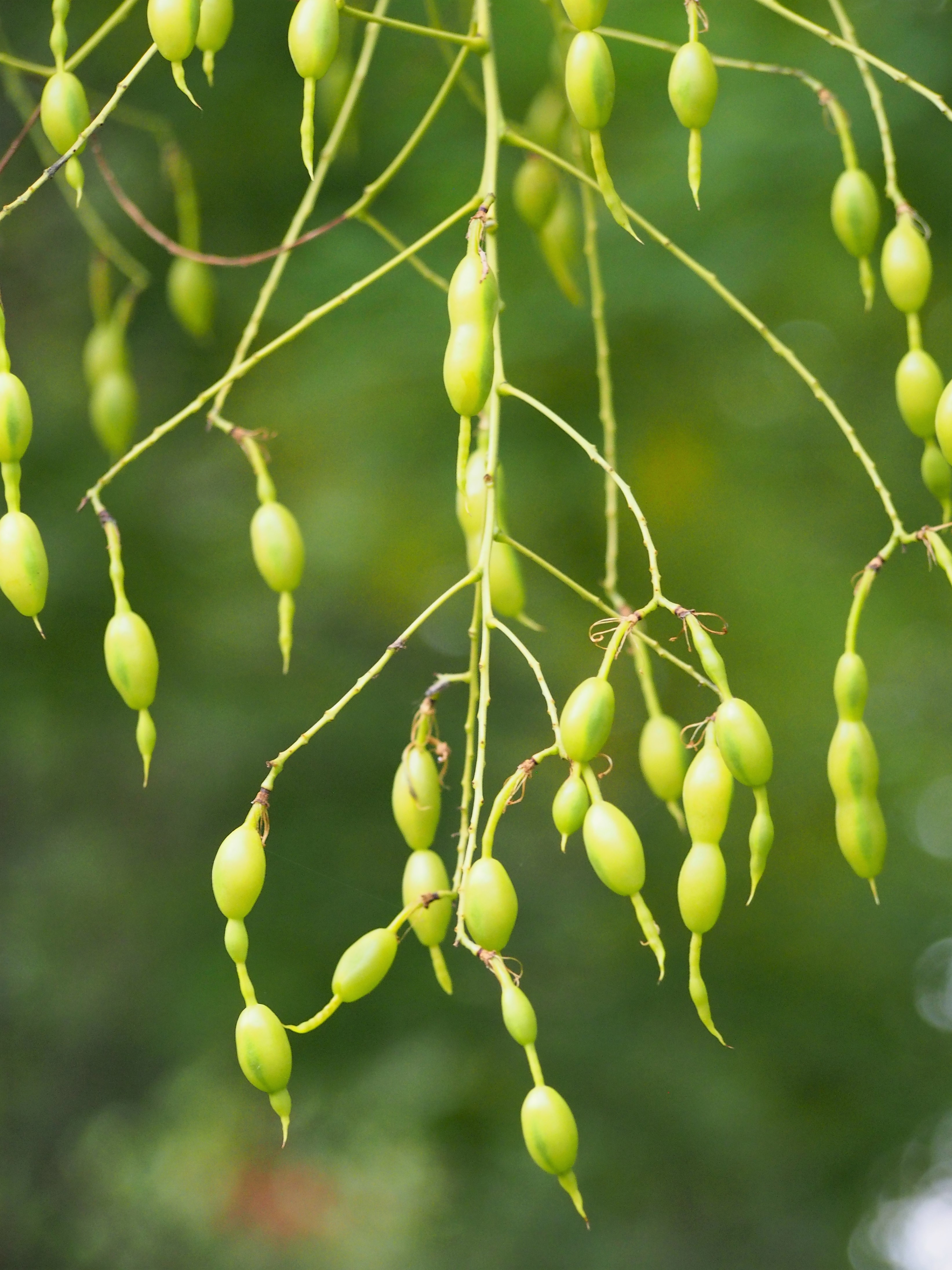
Baccelli di acacia del Giappone o sòfora (Styphnolobium japonicum), che disarticolandosi in vari pezzi prende il nome di lomento
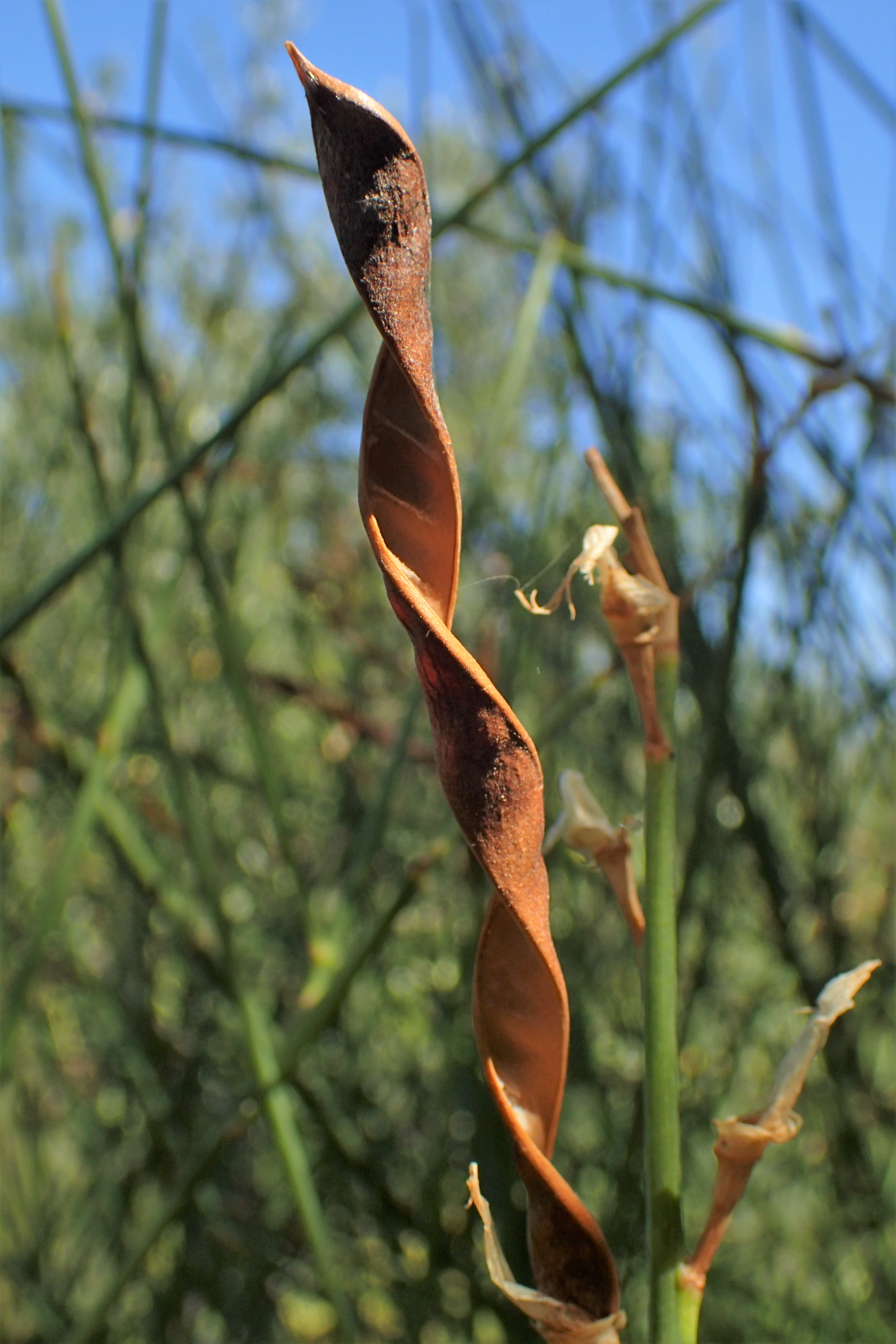
Baccello aperto a spirale di ginestra odorosa, (Spartium junceum)
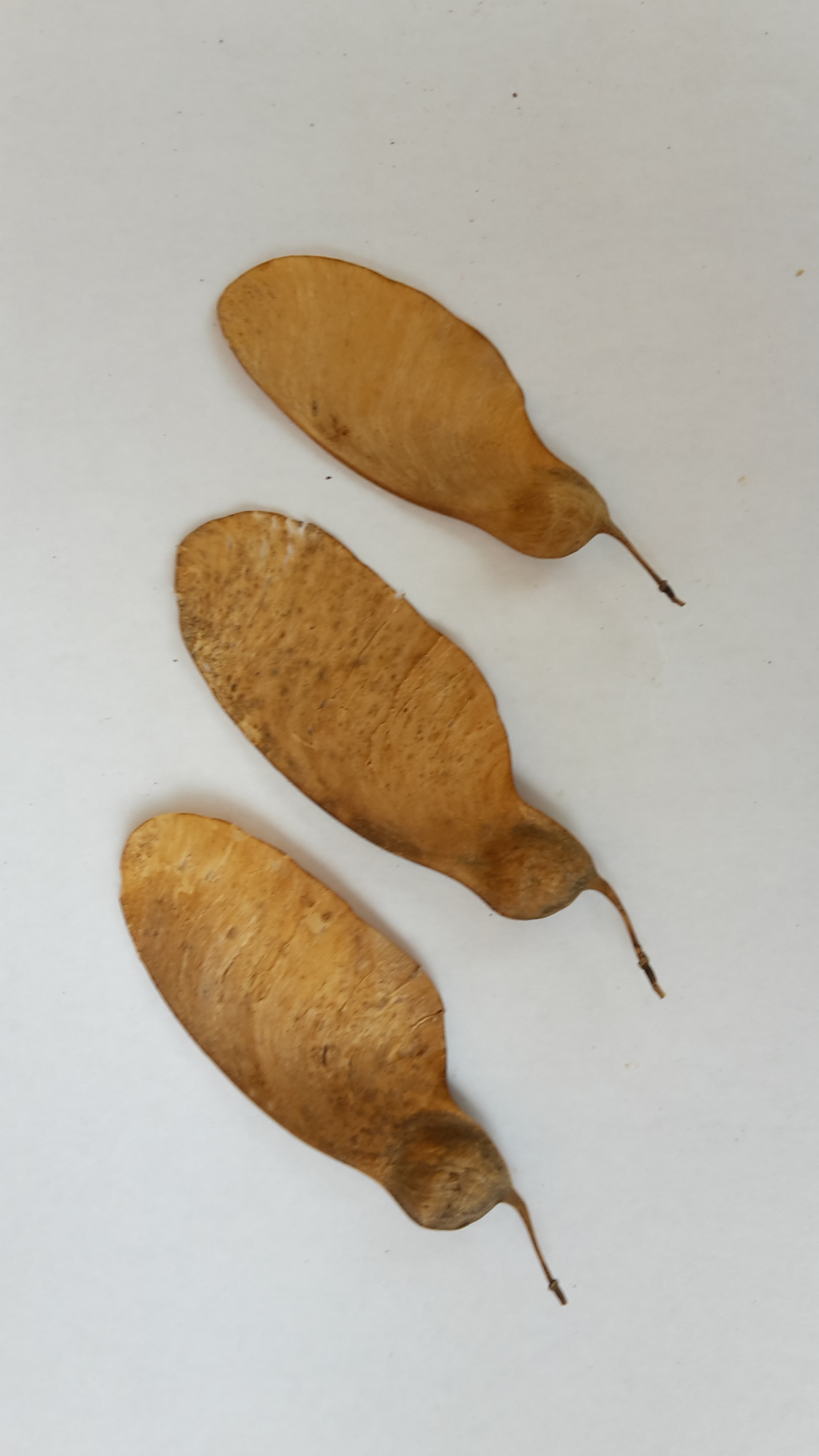
Sàmare di palissandro del Brasile (Tipuana tipu), largamente usato nei giardini e nei viali siciliani, che pur essendo una leguminosa, non produce baccelli

## Forme dialettali
In dialetto toscano il termine baccello designa il frutto della fava.